# Luxemburgo en los Juegos Olímpicos de Río de Janeiro 2016
Luxemburgo estuvo representado en los Juegos Olímpicos de Río de Janeiro 2016 por un total de 10 deportistas que compitieron en 5 deportes. Responsable del equipo olímpico es el Comité Olímpico y Deportivo Luxemburgués, así como las federaciones deportivas nacionales de cada deporte con participación.
El portador de la bandera en la ceremonia de apertura fue el tenista Gilles Müller. El equipo olímpico de Luxemburgo no obtuvo ninguna medalla en estos Juegos.